# Działki (powiat pułtuski)
Działki – kolonia w Polsce położona w województwie mazowieckim, w powiecie pułtuskim, w gminie Obryte.